# Людвіг фон Фалькенгаузен
Людвіг Александер Фрідріх Август Філіп фрейхерр фон Фалькенгаузен (нім. Ludwig Alexander Friedrich August Philipp Freiherr von Falkenhausen; нар. 13 вересня 1844, Губен — пом. 4 травня 1936, Герліц) — німецький воєначальник прусської армії, генерал-полковник німецької імперської армії (1914). Учасник Другої Шлезвізької, австро-прусської, французько-прусської та Першої світової війн.

## Біографія
Військова кар'єра
- 3 травня 1856 — кадет
- 6 травня 1862 — секонд-лейтенант
- 13 листопада 1869 — прем'єр-лейтенант
- 22 березня 1872 — гауптман
- 18 жовтня 1879 — майор
- 22 березня 1887 — оберстлейтенант
- 21 липня 1889 — оберст
- 28 липня 1892 — генерал-майор
- 16 червня 1896 — генерал-лейтенант
- 14 вересня 1900 — генерал від інфантерії
- 24 грудня 1914 — генерал-полковник

Людвіг фон Фалькенгаузен народився 13 вересня 1844 року в Губені в родині прусського генерал-лейтенанта Александра фон Фалькенгаузена (1821—1889) і його дружини Катерини, уродженої Руане (1825—1907). Походив з франконського баронського роду, що походив від Фрідріха Фердинанда Людвіга фон Фалькенгаузена, позашлюбного сина Карла Вільгельма Фрідріха Гогенцоллерна, маркграфа Бранденбург-Ансбаху.
Навчання Фалькенгаузен розпочав у приватній школі в Берліні, а у травні 1856 року, у віці 11 років, став кадетом у Кадетському корпусі Потсдаму. У 1859 році продовжив навчання у військовій академії в Берліні. У травні 1862 року прийнятий на військову службу до 1-го гвардійського піхотного полку. Згодом — полковий ад'ютант зведеного гвардійського запасного піхотного полку. На цій посаді Фалькенгаузен брав участь у Другій Шлезвізькій та австро-прусській війні 1866 року.
У франко-прусській війні (1870–71) брав участь у битвах при Гравелотті, Бомоні і Седані та під час облоги Парижа. Наприкінці 1870 року він був звільнений з посади полкового ад'ютанта і з липня 1871 року служив ад'ютантом 28-ї дивізії в Карлсруе.
Після цієї війни продовжував службу в 40-му фузилерському полку, потім у Генеральному штабі армії, потім у штабі 16-ї дивізії в Трірі та Генеральному штабі VIII армійського корпусу (Кобленц). У 1885 році фон Фалькенгаузен став командиром першого батальйону (Кельн) 65-го піхотного полку.
У березні 1887 року Фалькенгаузен призначений начальником штабу Гвардійського корпусу (Берлін). У червні 1890 року став командиром 4-го гвардійського охоронного гренадерського полку королеви Августи (Кобленц). Через два роки він очолив 29-ту піхотну бригаду (Кельн), а в 1893 році став головним квартирмейстером начальника генерального штабу армії.
У січні 1895 року після роботи у Військовому міністерстві Людвіг фон Фалькенгаузен став директором Генерального військового департаменту у Військовому міністерстві. У лютому 1895 року був призначений представником у бундесраті. У січні 1897 року він став командиром 2-ї гвардійської піхотної дивізії (Берлін), а у 1899 році, став командиром XIII (Королівського Вюртемберзького) корпусу. У березні 1902 року він вийшов у відставку, але продовжував займатися військовими науками.

### Перша світова війна
Після мобілізації в серпні 1914 року Людвіг фон Фалькенгаузен був призначений командиром Ерзац корпусу 6-ї армії, який об'єднував Гвардійську, 4-ту, 8-му, 10-ту і 19-ту ерзац піхотні дивізії. Згодом корпус був перетворений на армійську групу «Фалькенгаузен». Як командувач армійської групи, Фалькенгаузен командував німецькими військами під час боїв за Дельмер у 1914/15 рр. і під час позиційних боїв у Лотарингії (1915—1916).
За заслуги в ході бойових дій першої половини Першої світової війни Людвіг фон Фалькенгаузен був нагороджений Pour le Mérite 23 серпня 1915 року, а 15 квітня 1916 року також дубовим листям.
Після командування береговою обороною поблизу Гамбурга (квітень–вересень 1916 р.) 28 вересня 1916 року фон Фалькенгаузен очолив 6-ту армію, у квітні 1917 року командував нею в битві при Аррасі. Він не зміг правильно організувати глибоку оборону для протидії британським військам у битві і був усунутий від польового командування генералом Еріхом Людендорфом.
Після цього він змінив Моріца фон Біссінга на посаді генерал-губернатора Бельгії й очолював німецькі окупаційні війська з травня 1917 по листопад 1918 року. На початку 1918 року газета «Таймс» опублікувала статтю під назвою «Панування терору Фалькенгаузена» з описом 170 страт німецькими військовими бельгійських мирних жителів, які мали місце після його призначення губернатором.
Помер у Герліці.
Під час Другої світової війни його племінник Александр фон Фалькенгаузен служив військовим губернатором Бельгії (22 травня 1940 — 15 липня 1944).